# Platysceptra sudanica
Platysceptra sudanica är en fjärilsart som beskrevs av László Anthony Gozmány. Platysceptra sudanica ingår i släktet Platysceptra och familjen äkta malar. Inga underarter finns listade i Catalogue of Life.